# Association d'amitié franco-coréenne
L’Association d'amitié franco-coréenne (AAFC, anciennement Paris-Pyongyang) est une association loi de 1901 créée en 1969, pour stimuler les échanges entre la France et la Corée du Nord. Cette association joue le rôle de diplomatie non officielle entre la France et la Corée du Nord. Elle compte 300 membres.

## Historique
L'organisation est une association loi de 1901. Elle a été créée en 1969,,,. Les statuts précisent qu'elle a été fondée pour promouvoir la réunification de la péninsule coréenne.
L'association permet une « diplomatie parallèle » en jouant le rôle d'intermédiaire entre les diplomates français et coréens.
En 2004, l'association est interdite de participer à la Fête de l'Humanité par les organisateurs, ceux-ci craignant d'être associés à la Corée du Nord.
À la suite du défilé d'une unité de la FTA lors du 14 juillet 2018 à Paris, l'AAFC compare leur drapeau aux symboles nazis et critique l'influence japonaise sur l'armée française.

### Contexte de création
Dans les années 1960 et 1970, la Corée du Nord a bénéficié d'une meilleure image en Occident que d'autres démocraties populaires, ses succès économiques, la politique d'indépendance du président Kim Il-sung vis-à-vis de l'URSS – la Corée du Nord n'ayant pas abrité de troupes soviétiques après 1948 et n'a pas adhéré au COMECON – ont participé à cette image.
En 1969, l'association a été créée par des journalistes, artistes et des élus communistes, parmi lesquels Jean Kanapa, Raymond Lavigne, Francis Lemarque, Léo Figuères, Maurice Nilès, Serge Boucheny, Roger Gaudon ou encore Jean Suret-Canale.

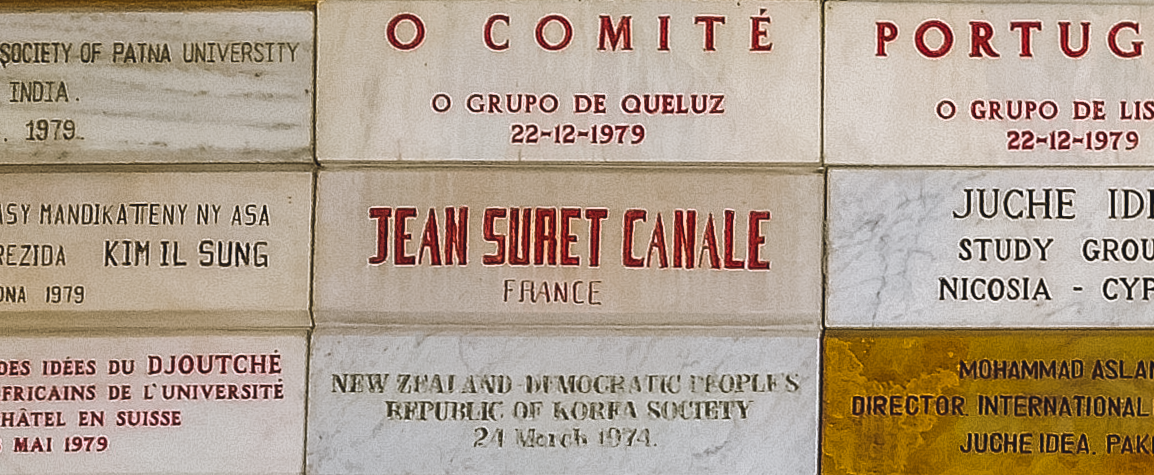
Plaque de Jean Suret Canale – l'un des fondateurs de l'AAFC – au pied de la tour du Juche à Pyongyang.

## Positionnement politique
Dans la bibliographie de « La Dynastie Rouge », Pascal Dayez-Burgeon classe l'AAFC comme un « site de propagande » et le décrit comme suit : « site francophone qui paraît très favorable à Pyongyang, même si ses auteurs s’en défendent. ».
StreetPress le qualifie de « petit lobby pro nord-coréen ».
Slate.fr précise que « Les membres de l’association font parfois preuve d’une certaine complaisance vis-à-vis du régime autoritaire de Pyongyang ».
Libération décrit l'association comme étant un « vecteur prioritaire de la propagande nord-coréenne ».
Les Échos la décrit comme « un mouvement favorable au régime de Kim Jong-un ».
Le Parisien révèle qu'elle est « qualifiée d'officine par la justice ». La qualification d'« officine » relèverait de la DGSI qui aurait transmis ce terme aux médias nationaux.

## Organisation

### Dénomination
De sa création en 1969 à 1989, l'association se nommait « Paris-Pyongyang » (parfois orthographié « Paris- Pyong Yang)»). En 1989, elle se renomme en « association d'amitié franco-coréenne » pour s'adresser à la Corée du Nord et du Sud.

### Objectifs
L'association milite pour le développement des relations entre la Corée du Nord et la France sur les plans culturels et diplomatiques,,.
L'association veut renforcer les échanges entre les Français et les Coréens. Elle promeut l'établissement de relations diplomatiques officielles entre la France et la Corée du Nord et soutient l'idée d'une réunification entre la Corée du Sud et la Corée du Nord. L'association milite aussi pour la signature d'un traité de paix pour remplacer l'accord d'armistice de 1953.

### Actions
L'association soutient les organisations humanitaires qui fournissent une aide en Corée du Nord, notamment avec le Secours populaire français, ou à la suite d'inondations,
Elle organise des expositions, des conférences et des manifestations culturelles en rapport avec la Corée. Elle organise des voyages de ressortissants nord-coréen en France et vice versa,.
En 2014, l'AAFC a co-organisé avec le Forum coréen international un colloque international sur la Corée.

### Nombre d'adhérents
En 2012, l'organisation comptait environ 150 membres. En 2018, elle compte 230 membres ou 300 membres.

### Direction
- Benoît Quennedey, président de 2017[22] à 2023.
- Patrick Kuentzmann, secrétaire général

#### Anciens présidents

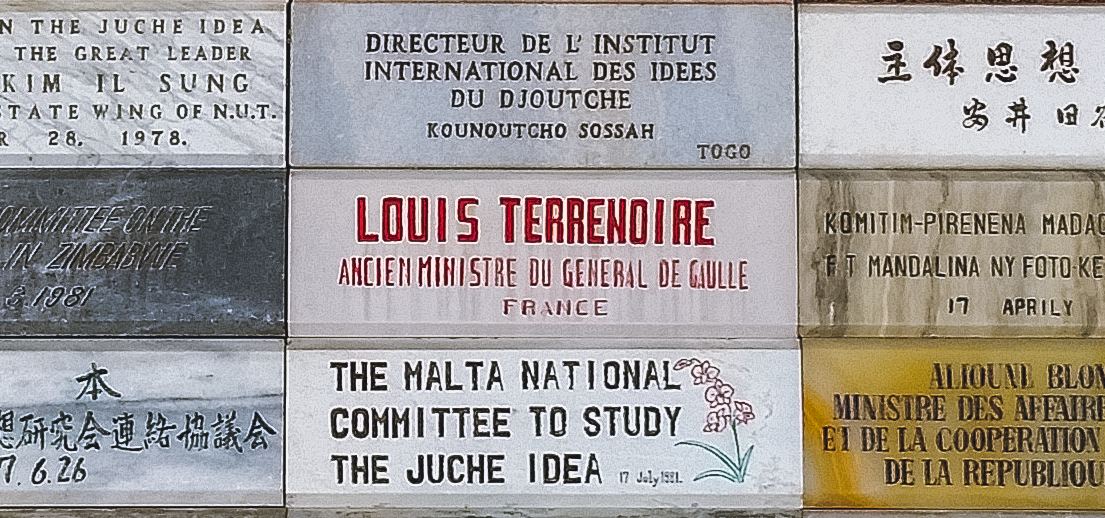
Plaque de Louis Terrenoire – président de l'AAFC de 1977 à 1982 – au pied de la tour du Juche à Pyongyang.

- Raymond Lavigne, premier président de l'AAFC (de 1969 à ?)[23]
- Louis Terrenoire président de 1977 à 1982[24].

### Structure
L'association est structurée en comités de différents niveaux : le comité national, les comités régionaux et les comités thématiques,.
Depuis 2008, l'AAFC dispose de comités régionaux :
- Comité Bourgogne, créé en avril 2008[26],[27],[28] (AAFC-Bourgogne est devenue l'AAFC-Bourgogne-Franche-Comté).
- Comité Île-de-France, créé en juin 2008[28].
- Comité Hauts-de-France (AAFC-Nord), créé en septembre 2009[28],[29].
- Comité Bretagne, créé en mai 2011[28].
- Comité Languedoc-Roussillon, créé en août 2011[30].
- Comité Normandie, créé en avril 2013[31].
- Comité Nouvelle-Aquitaine, créé en août 2016[32],[33].
- Comité Grand Est (AAFC-Grand Est), créé en novembre 2017[34].

Elle dispose aussi de comités thématiques :
- Comité Espéranto, créé en août 2016[35].
- Comité Jeunes-étudiants, créé en août 2016[36].

### Affiliation
L'AAFC est affiliée au Comité international de liaison pour la réunification et la paix en Corée (CILRECO),.

## Publications
À partir de mars 1972 l'association lance un bulletin, pour informer sur la situation de la Corée et pour communiquer sur ses actions propres. Initialement le bulletin se nomme « Paris-Pyongyang », en 1983 le bulletin prend un rythme de parution trimestrielle et prend le nom de « Paris/Pyongyang - Bulletin trimestriel de l'Association d'amitié franco-coréenne » en 1989 il devient « Bulletin de l'Association d'amitié franco-coréenne ».